# Чензи (Казерта)
Чензи је насеље у Италији у округу Казерта, региону Кампанија.
Према процени из 2011. у насељу је живело 57 становника. Насеље се налази на надморској висини од 103 м.